# Familia Cabasita
Los Cabasitas (en griego: Καβαζίτες) fueron una familia aristocrática del Imperio de Trebisonda. La actividad de los Cabasitas está estrechamente relacionada con los conflictos civiles que tuvieron lugar en el Imperio de Trebisonda durante 1340 y duró hasta los primeros años del reinado de Alejo III Comneno (1349 - 1390). Los Cabasitas siguieron estando en el plano político hasta la caída del imperio ante los otomanos en 1461.